# Tjålmarn
Tjålmarn är en sjö i Storumans kommun i Lappland och ingår i Umeälvens huvudavrinningsområde. Sjön har en area på 0,456 kvadratkilometer och ligger 663,5 meter över havet.

## Delavrinningsområde
Tjålmarn ingår i det delavrinningsområde (729812-146166) som SMHI kallar för Utloppet av Tjålmarn. Medelhöjden är 720 meter över havet och ytan är 3 kvadratkilometer. Det finns inga avrinningsområden uppströms utan avrinningsområdet är högsta punkten. Vattendraget som avvattnar avrinningsområdet har biflödesordning 3, vilket innebär att vattnet flödar genom totalt 3 vattendrag innan det når havet efter 399 kilometer. Avrinningsområdet består mestadels av skog (53 procent) och kalfjäll (32 procent). Avrinningsområdet har 0,46 kvadratkilometer vattenytor vilket ger det en sjöprocent på 15,2 procent.